# Leucostoma apicale
Leucostoma apicale är en tvåvingeart som först beskrevs av Camillo Rondani 1861.  Leucostoma apicale ingår i släktet Leucostoma och familjen parasitflugor. Inga underarter finns listade i Catalogue of Life.